# Carlos Aguilar
Carlos Daniel Aguilar Morales (ur. 25 października 2006 w Monjas) – gwatemalski piłkarz występujący na pozycji lewego obrońcy, reprezentant Gwatemali, od 2022 roku zawodnik Malacateco.